# Gallus (constelación)
Gallus (el Gallo) es una antigua constelación introducida por el teólogo holandés Petrus Plancius y apareció por primera vez en su globo celeste de 1612. Gallus residía en la Vía Láctea, al sur del ecuador celeste en la parte norte de lo que ahora es Puppis. Aunque varios astrónomos aprobaron Gallus, ésta no se muestra en el influyente atlas de Johann Elert Bode.
El astrónomo alemán Jakob Bartsch, que estaba deseoso de encontrar referencias bíblicas para todas las constelaciones, dice en su libro Usus Astronomicus de 1624 que Gallus representa al gallo que cantó después de que Pedro negó a Jesús tres veces.